# Josef Seegen

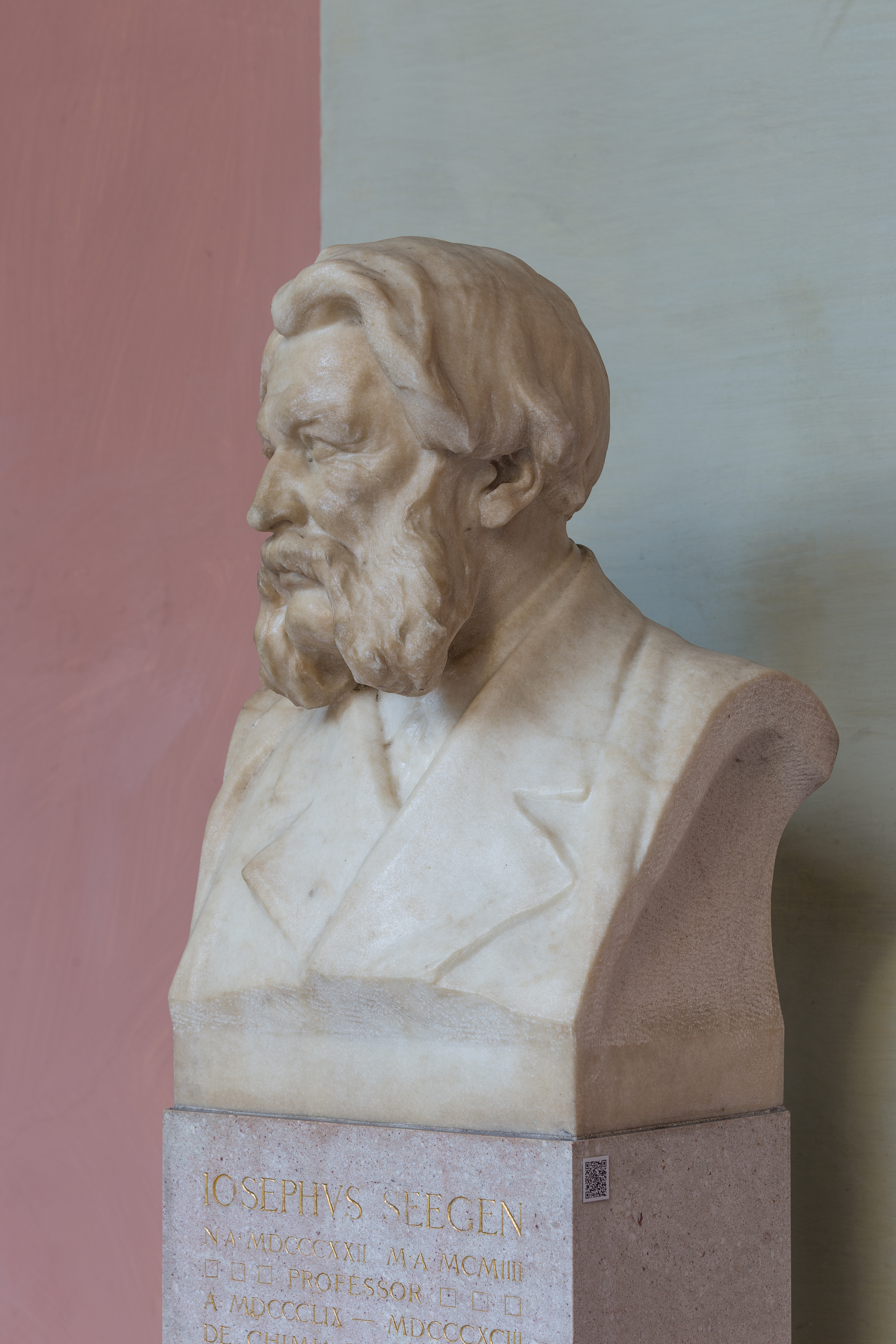
Josef Seegen, Büste von Richard Kauffungen (1908)

Josef Seegen (* 20. Mai 1822 in Polna, Böhmen; † 14. Jänner 1904 in Wien) war ein österreichischer Balneologe und Physiologe.

## Leben
Josef Seegen war der Sohn eines jüdischen Kaufmannes. Er besuchte in Bratislava das Gymnasium und studierte weiter an der Karls-Universität Prag und weiter an der Universität Wien. Im Jahr 1847 wurde er dort zum Dr. med. promoviert.
Im Jahr 1848 schloss er sich der Akademischen Legion an, musste aber in der Folge Wien verlassen und ging nach Paris, wo er unter Claude Bernard weiterstudierte. Daneben belegte er aber auch an der Ècole des mines Stunden im Fach Geologie.
1850 kehrte er nach Wien zurück. Als ärztlicher Begleiter eines Kranken kam er nach Italien, Südfrankreich England und Deutschland. Im 1853 begann er als Kurarzt in Karlsbad und arbeitete dort bis 1884. In dieser Zeit widmete er sich auch vermehrt der Balneologie. Mit Johann von Oppolzer (1808–1871) und dem Hautarzt Karl Ludwig Ritter Sigmund von Ilanor (1810–1883) den Verein für Heilquellenkunde in Oesterreich. Ab 1854 habilitierte er sich auch an der Universität Wien als Privatdozent.
Im Jahr 1859 wurde er als erster Vertreter dieses Faches an der Universität Wien außerordentlicher Professor. Er untersuchte die Wirkung des Wassers aus Karlsbad und des Glaubersalzes, dem Hauptbestandteil des Wassers auf den Stoffwechsel und Diabetes. Für diese Forschungen durfte er die Labors des Josephinums verwenden.
Ihm gelang der Nachweis, dass die Zuckerbildung an die Lebenszeit der Leberzelle gebunden ist und aus Eiweiß und Fett entsteht. Diese mehr als 40 Jahre dauernden Forschungen fasste er in den beiden Werken Studien über Stoffwechsel im Thierkörper (1887) sowie in Gesammelte Abhandlungen über Zuckerbildung in der Leber (1904) zusammen.
Im Jahr 1893 legte er sein Lehramt nieder und wurde 1901 korrespondierendes Mitglied der Akademie der Wissenschaften.
Seegen selbst stiftete den Josef-Seegen-Preis im Wert von 6000 Kronen.
In den Morgenstunden des 14. Jänner 1904 starb Josef Seegen in seiner Wohnung Liebenberggasse 7, Wien-Innere Stadt, an den Folgen einer Lungenentzündung. Sein Grab, eine eigene Gruft, befindet sich auf dem Hietzinger Friedhof (Gruppe 16, Nr. 46 E).
Seegens Ehefrau Hermine geborene Böhm (* 2. Februar 1836) führte gemeinsam mit ihrem Mann an den Wohnsitzen in Karlsbad, Wien sowie Altaussee ein gesellschaftlich offenes Haus; sie verstarb am 27. November 1912.

## Würdigung
Am 20. Februar 1910 wurde im Arkadenhof der Universität Wien ein vom Bildhauer Richard Kauffungen (1854–1942) geschaffenes Denkmal enthüllt.
Kauffungen hat noch weitere Plastiken Josef Seegens geschaffen: (1908) Neue Aula der Alten Universität (heute: Säulenhalle der Akademie der Wissenschaften Wien); (1911) Jubiläumsausstellung im Wiener Künstlerhaus.

## Werke
- —, Max Schlesinger: Populäres Staats-Lexicon (politisches ABC für’s Volk). Erscheint in wöchentlichen Lieferungen. Band 1.1848. (Mehr nicht erschienen). Lechner, Wien 1848.
- Die naturhistorische Bedeutung der Mineralquellen. Eine Skizze, vorgelegt dem k. k. Wiener medizinischen Professoren-Collegium zum Behufe der Habilitation als Docent der Balneologie an der Wiener Universität. C. Gerold, Wien 1854. – Volltext online.
- Compendium der allgemeinen und speciellen Heilquellenlehre. Zwei Bände. Braumüller, Wien 1857–1858.
- Physiologisch-chemische Untersuchungen über den Einfluss des Karlsbader Mineralwassers auf einige Factoren des Stoffwechsels. Pichler, Wien 1861.
- Handbuch der allgemeinen und speciellen Heilquellenlehre. Zweite neu bearbeitete Auflage. Braumüller, Wien 1862. – Volltext online.[Anm. 2]
- Studien über Stoffwechsel im Thierkörper. Hirschwald, Berlin 1887. – Volltext online.
- Die Zuckerbildung im Thierkörper, ihr Umfang und ihre Bedeutung. Hirschwald, Berlin 1890. – Volltext online.
- Der Diabetes mellitus auf Grundlage zahlreicher Beobachtungen. Dritte umgearbeitete und vermehrte Auflage. Hirschwald, Berlin 1893. – Volltext online.
- Gesammelte Abhandlungen über Zuckerbildung in der Leber. Hirschwald, Berlin 1904.